# Roman Candle (альбом)
Roman Candle - дебютний студійний альбом американського співака Елліота Сміта. Альбом був записаний наприкінці 1993 року і випущений 14 липня 1994 року лейблом Cavity Search.
Сайт Pitchfork описали стиль альбому як «лоу-фай фольк».

## Фон і запис
Roman Candle був записаний та випущений в той час як Сміт був у складі гурту Heatmiser. За словами Бенджаміна Ньюджента у біографії Елліотт Сміт і Велике Нічого, Сміт записав альбом у підвалі будинку подруги та менеджера Heatmiser Джей Джей Гонсон.
Альбом ніколи не призначався для релізу, Сміт планував випустити лише 7-дюймовий сингл, однак, після того як Гонсон представила альбом Cavity Search, вони відразу ж запросили дозвіл на його реліз у повному обсязі. Сміт спочатку вагався, та потім дав згоду.

## Контент
Альбом по своїй суті — домашній багатоканальний запис, де Сміт грає на кожному інструменті сам. Крім того, він використовував недорогий динамічний мікрофон для захоплення звуку.
Зображення Ніла Гаста (з The Heatmiser) та подруги Сміта Емі Делсімер прикрашає обкладинку альбому. Сміт обрав саме це зображення тому що "йому сподобався знімок як витвір мистецтва".

## Реліз
Roman Candle був випущений 14 липня 1994.

Також альбом був перевиданий 6 квітня 2010 року лейблом Kill Rock Stars. Він був перероблений Ларрі Крейном, та оригінальні мікси Сміта залишилися недоторканими. На офіційному прес-релізі на Sweetadeline.net Крейн сказав:
 «У мене був намір зробити альбом більш сприятливим до слухання. Я вважав велику кількість гітарних „скрипів“ просто дуже голосними та дратівливими, і  багато твердих приголосних та шипіння звука „с“, які звучали різко і незграбно. Я відчував, що за рахунок скорочення цих звуків, музика стане більш привабливою як і звучання пісень. Коли я пішов до SAE Mastering Роджера Сейбела, він запропонував трішки вирівнювати доріжки  і збільшити гучність. Зверніть увагу на те, що ні одна пісня у альбомі не є „реміксом“ — це усе складається з міксів які Елліот створив сам.»

## Прийняття
За даними Ньюджент, рецензії на Roman Candle були змішаними, окрім певної схожості до Simon and Garfunkel, Roman Candle була добре сприйнята критиками.
В ретроспективному огляді, BBC Music висловив думку, що альбом «залишається болісно чесним і рішучою комбінацією. Як генезис виняткового таланту — це бездоганно і сердечно.»  Consequence of Sound назвав альбом «далеким від генільних зусиль, але тим не менш важливим сольним проектом, вказуючи на багато його сильних сторін і майже відсутність слабких, як співака та композитора.»

## Трек-лист
Автор музики і слів Елліотт Сміт, окрім "No Name #1", написаною Смітом та Джей Джей Горсон. 
| #  | Назва                 | Тривалість |
| -- | --------------------- | ---------- |
| 1. | «Roman Candle»        | 3:37       |
| 2. | «Condor Ave»          | 3:34       |
| 3. | «No Name #1»          | 3:03       |
| 4. | «No Name #2»          | 3:34       |
| 5. | «No Name #3»          | 3:13       |
| 6. | «Drive All Over Town» | 2:36       |
| 7. | «No Name #4»          | 2:30       |
| 8. | «Last Call»           | 4:38       |
| 9. | «Kiwi Maddog 20/20»   | 3:40       |

## Персоналії
- Елліотт Сміт — акустична гітара, вокал, виробництво, електрична гітара («Roman Candle», «Last Call», «Kiwi Maddog 20/20»), губна гармоніка («No Name #2»)
- Кід Талса (Піт Кребс) — малий барабан і тарілки («No Name #1», «Kiwi Maddog 20/20»)

Технічні
- Тоні Леш — допомога з міксуванням;
- Ніл Густ — дизайн і фотографія;
- Джей Джей Гонсон — обкладинка альбому;
- Пітер Хокінсон — технік.